# 阿卡拉姆·穆罕默德
阿卡拉姆·穆罕默德（Akaram Mahmoud，1996年10月20日—）是一名埃及游泳運動員，主攻800公尺和1500公尺自由式項目。他於2015年世界游泳錦標賽男子1500公尺自由式項目游出第四名的成績。

## 外部連結
- College Swimming （页面存档备份，存于）